# Mészáros Tamás (énekes)
Mészáros Tamás (Kapuvár, 1983. február 4. –) magyar zenész, énekes előadóművész, a Fool Moon vokálegyüttes tagja.

## Kezdetek
Édesapja (Mészáros Imre) kórusmúltjának köszönhetően szívta magába a zene szeretetét, és kisgyermekként a rádióban hallott pop dalokra már ekkor improvizált. 12 évesen erősítette a Kapuvári Haydn Vegyeskar tenor szólamát – itt édesapja régi basszus tag -, velük hazai, valamint külföldi versenyeken értek el szép sikereket.

## Zenei karrier
Zenei pályafutása a kórus által évente megrendezett kapuvári karácsonyi koncert komolyzenei, valamint könnyűzenei műsorával kezdődött. Hangi adottságaira felfigyelt Buza Béla tanárúr (karmester), így neki köszönhetően sok éven át kapott szóló, duett és vokál szerepeket. Olykor a koncert előtti napokban is rábíztak új dalokat, más szereplő nem várt visszalépése, vagy betegsége okán. Kórista társai voltak a szintén kapuvári Csepes Laura, Dukai Regina és Németh Juci is.
A karácsonyi koncertek által sok zenész barátra tett szert, akikkel már 16 évesen megalapították első helyi zenekarukat. Megvásárolta az első komolyabb szintetizátorát, amelyen zenész barátja Németh Gábor ismertette meg az összhangzattan alapjaival. Így a zenekarban már nem csak énekelt, hanem billentyűzött is és éveken keresztül szórakoztatták a környékbeli fiatalságot a hétvégi bálokon.
17 évesen határozta el, hogy komolyabb szintre emelni énekesi készségét, így a kapuvári zeneiskolában mélyítette ismereteit. Jöttek az újabb szárnycsapások, sorra érkeztek lehetőségek más formációktól (helyi zenekarok, Help – vokál, HelloKids – szóló) amely tapasztalatok újabb lehetőségeket tártak elé zenei karrierjében. 2002-ben, a győri “Kisfaludy Napok Megyei Művészeti Fesztivál” énekversenyén lenyűgözte a zsűrit, akik elismerésül arany oklevéllel díjazták pop-rock-táncdal kategóriában. Ebben az évben felvételt nyert a Dr. Lauschmann Gyula Jazz Szakközépiskola jazz-ének szakára, ahol Pocsai Krisztina, Pély Barnabás és Kiss Noémi művésztanárok útmutatásával megismerkedett a jazz-éneklés művészetével. Az itt kapott zenei élmények alapjaiban határozták meg a későbbi ízlésvilágát. 2003-ban szólóénekesként csatlakozott a Kapuvári Hanság Big Band zenekarhoz, amellyel a Magyar Jazz Szövetség által meghirdetett minősítésen arany diplomát szereztek. A konzervatórium után felvételizett a budapesti Zeneakadémiára, ám ekkor még nem járt sikerrel. Ez nem szegte kedvét, így 2006-ban az Erkel Ferenc Jazz Zeneművészeti Szakközépiskolában folytatta tanulmányait egy évig, hogy növelje az esélyét és bizonyítsa rátermettségét az Akadémia felvételiére. 2007-ben rövid ideig Ausztriában is tanult a bécsi Zeneakadémia könnyűzenei ének szakán.
2008-ban élete nagy fordulóponthoz ért, felvételt nyert a Liszt Ferenc Zeneművészeti Egyetem jazz-ének szakára. Énektanárai voltak Lakatos Ágnes, Berki Tamás valamint Szűcs Katalin. A mai napig foglalkoztatott előadóművésznek számít, számos formációban és műfajban kamatoztatja tudását mint szóló- és sessionénekes, vokalista, vagy vendégművész. A jazz és pop világában is otthonosan mozog, az éneklésen túl dalszerzéssel is foglalkozik.

## Fool Moon
A Zeneakadémia első évében, február 4-én – a születésnapján – a Fool Moon vokálegyüttesbe kapott meghívást, majd belecsöppent egy egyhónapos távol-keleti turnéba. Napjainkban is aktívan koncerteznek Európa-szerte, együtt dolgoznak a hazai művészvilág krémjével. Több lemezen és önálló nagykoncerten túl nemzetközi, valamint hazai díjakat szereztek, és folyamatosan dolgoznak újabb kihívásokon is.

## Saját dalai
- 2019 – Bármikor, IGEN!
- 2018 – Nem változtatnék
- 2016 – Árny és fény

## Közreműködik

### Albumokon
- 2018 – Milliók hangja – Swing & Big Band Beat – Willis Conover Emlék koncert DVD
- 2018 – Return 2 Acappelland – Fool Moon
- 2017 – Szekeres Adrien – 20 év ünnep. Koncert Az Erkel Színházban – Fool Moon
- 2017 – Jubileum Best Of – Hooligans
- 2017 – Swing Karácsony – Gájer Bálint
- 2017 – Igaz történet – Hooligans
- 2016 – Itt élned, halnod kell – Kormorán
- 2014 – Kettesben jó – Fool Moon
- 2014 – Egyszerű az élet – Gájer Bálint
- 2013 – Vocé E Eu – Pátkai Rozina
- 2012 – Music & Soul – Fool Moon és Takács Nikolas
- 2012 – A jászol hangjai – Gulya Róbert (Filmzeneszerző)
- 2012 – GeorgeMichaelJackson5 – Fool Moon
- 2011 – Ékszer – Tolvai Renáta
- 2010 – Retúr – Malek Andrea Band
- 2010 – Egy perc… – Mássalhangzók (szóló)
- 2009 – Molnár Dixieland Band 45 – Molnár Dixieland Band
- 2009 – Tüchök Electro – Kallé jazz (szóló)

### Filmekben
- 2012 – Sherlock Holmes Nevében Archiválva 2020. augusztus 4-i dátummal a Wayback Machine-ben (Végefőcímdal) Kettesben jó – Fool Moon, előadó
- 2008 – Véletlenül szándékos (Főcímdal) Bűnhődés – Dalszerző és szövegíró
- 2006 – Magára maradt nemzet (Végefőcímdal) – Szólóének

### Színházi darabban
A színház világába is belekóstolt. A 2018-as István, a király rockoperában ajánlás útján kapott szerepet. Az ötállomásos turné záróakkordja a Papp László Sportarénában volt.
- 2018 – István, a király rockopera – Bese, Hont, Regős szerepében.
- 2013 – Koldus és Királyfi musical – kórus
- 2012 – Sakk (musical) – Jazz & More korus

### A Dalban és az Eurovíziós Dalfesztiválon
A szórakoztató műsorban gyakran tűnt fel vokalistaként más művészek produkcióiban, és a Fool Moon is többször részt vett a válogatón.
| Évek | Műsor                                                      | Előadó                                  | Dal                                                      | Részvétel                 | Eredmény                    |
| ---- | ---------------------------------------------------------- | --------------------------------------- | -------------------------------------------------------- | ------------------------- | --------------------------- |
| 2022 | A Dal 2022 (Első válogató)                                 | Prove                                   | Karambol                                                 | Vokál (akusztikus verzió) | n.a.                        |
| 2021 | A Dal 2021 (Negyedik válogató)                             | Balogh Eszter                           | Maradnék                                                 | Vokál (akusztikus verzió) | n.a.                        |
| 2017 | A Dal 2017 (Extra produkció)                               | Vastag Csaba                            | Vastag Csaba medley (Őrizd az álmod, A szerelem vándora) | Vokál                     | -                           |
| 2017 | A Dal 2017 (Első válogató)                                 | Csondor Kata                            | Create                                                   | Vokál                     | n.a.                        |
| 2017 | A Dal 2017 (Második válogató)                              | Mrs. Columbo (Galambos Dorina zenekara) | Frozen King                                              | Vokál                     | n.a.                        |
| 2017 | A Dal 2017 (Első elődöntő)                                 | Spoon 21                                | Deák                                                     | Vokál                     | n.a.                        |
| 2016 | 2016-os Eurovíziós Dalfesztivál, Stockholm (Döntő)         | Fehérvári Gábor Alfréd "Freddie"        | Pioneer                                                  | Vokál                     | 19. hely                    |
| 2016 | 2016-os Eurovíziós Dalfesztivál, Stockholm (Első elődöntő) | Fehérvári Gábor Alfréd "Freddie"        | Pioneer                                                  | Vokál                     | 4. hely                     |
| 2016 | A Dal 2016 (Döntő)                                         | Fehérvári Gábor Alfréd "Freddie"        | Pioneer                                                  | Vokál                     | 1. hely                     |
| 2015 | A Dal 2015 (Harmadik elődöntő)                             | Fool Moon                               | Back 2 Right                                             | Fool Moon tagja           | n.a.                        |
| 2014 | A Dal 2014 (Döntő)                                         | Fool Moon                               | It Can't Be Over                                         | Fool Moon tagja           | 2. hely (közönség szavazat) |
| 2013 | A Dal 2013 (Extra produkció)                               | Hien és a Fool Moon                     | Hopelessly devoted to you                                | Fool Moon tagja           | -                           |
| 2013 | A Dal 2013 (Döntő)                                         | Rácz Gergő                              | Csak állj mellém                                         | Vokál                     | 7. hely                     |
| 2013 | A Dal 2013 (Harmadik elődöntő)                             | Polyák Lilla                            | Valami más                                               | Vokál                     | n.a.                        |
| 2013 | A Dal 2013 (Harmadik elődöntő)                             | Brasch Bence                            | Túl egyszerű                                             | Vokál                     | n.a.                        |

### Reklámban
2022 – Merci csoki reklám